# Ariadne Musica
Ariadne Musica (cuyo nombre completo es Ariadne Musica Neo-Organoedum) es un compendio de veinte preludios y fugas así como de cinco ricercari para los cinco tiempos o periodos más importantes del año litúrgico cristiano: Adviento, Navidad, Cuaresma, Pascua y Pentecostés compuesta por el teclista alemán Johann Caspar Ferdinand Fischer. Se cree fue compuesta mientras trabajó en Schlackenwerth en 1702.  

## Descripción y estructura
Se aprecia que su composición fue destinada para su interpretación en órgano, según las indicaciones de pedal o manual y por las notas graves de larga duración que seguramente fueron pensadas para el pedalier de dicho instrumento. Así mismo, la finalidad didáctica de la obra queda de manifiesto pues Fischer establece que es recomendada para maestros y estudiantes por su virtud y utilidad.
Los veinte preludios y fugas se encuentran acomodados de manera cromática, cada preludio con su respectiva fuga. Ariadne maneja aún los modos frigio y dórico en mi en los preludios y fuga VI y VII respectivamente. La mayoría de los preludios son contrastantes respecto a sus correspondientes fugas y generalmente no se aprecia una similitud de sujetos entre cada uno. 
La duración de los preludios se encuentra entre los 8 y 28 compases; y la de las fugas, entre los 7 y los 50 compases. Son piezas cortas en el estilo de los preludios y fugas de la época a veces denominado verset.